# Alan Baxter
Alan Baxter, född 19 november 1908 i East Cleveland, Ohio, död 7 maj 1976 i Woodland Hills, Kalifornien, var en amerikansk skådespelare.
Baxter var verksam som scenskådespelare och medverkade i många amerikanska filmer och TV-produktioner från 1935 till 1971.

## Filmografi, urval
- 1935 – En fånge har rymt!
- 1936 – Fröken detektiv
- 1936 – På de anklagades bänk
- 1936 – Sången om skogarnas folk
- 1937 – The Last Gangster
- 1939 – Hjärter är trumf
- 1940 – Abraham Lincoln - en folkets man
- 1940 – Vägen till Santa Fe
- 1941 – Gäckande skuggan på nya äventyr!
- 1942 – Sabotör
- 1943 – Vi människor
- 1958 – De underbara åren
- 1961 – Dom i Nürnberg
- 1966 – Min kropp är fördömd
- 1967 – Mannen som red in i Dakota
- 1969 – Guldrushens glada dagar